# 1910 Fruitgum Company
O 1910 de Fruitgum Co. é uma banda estadunidense de bubblegum pop dos anos 60.
A banda fez muito sucesso em 1968 com a com a canção, "Simon Says", que chegou rapidamente aos primeiros lugares na parada musical do Reino Unido. Foi seguida pelo sucessos de "1, 2, 3 Red Light", "Indian Giver", "May I Take A Giant Step", "Special Delivery", "The Train", "When We Get Married" e "Reflections From The Looking Glass".
O 1910 Fruitgum Co. fez grandes turnês em companhia dos Beach Boys, Lou Christie, Sly & Family Stone, Tommy Roe, Mark Lindsey (vocalista do Paul Revere & The Raiders), The Vogues, Ron Dante do The Archies, Gary Us Bonds, Jim Yester do The Association, Melanie, Commander Cody e outros grandes artistas.